# 리아콰트 알리 칸

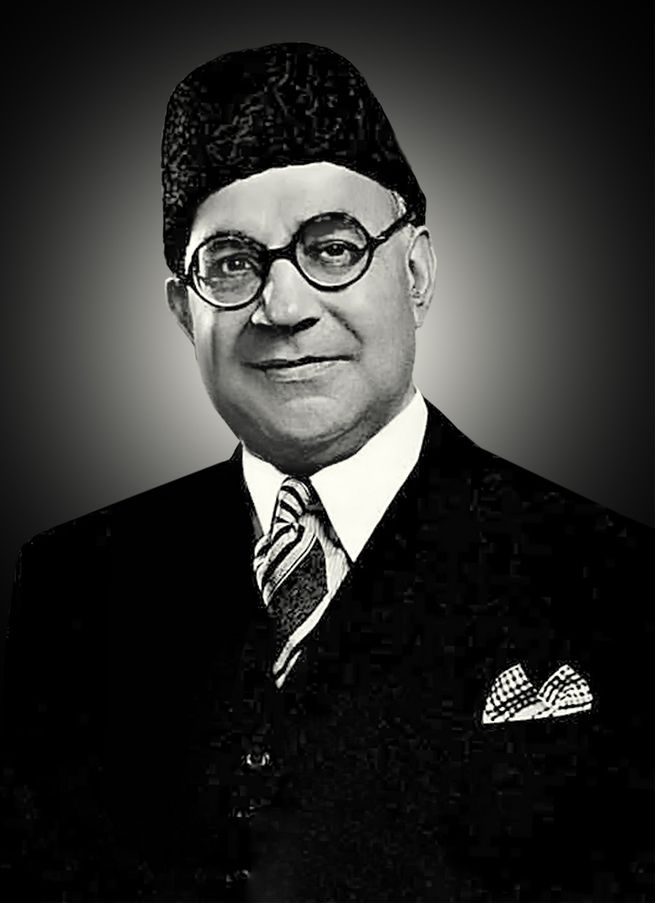
리아콰트 알리 칸(1945년)

리아콰트 알리 칸(영어: Liaquat Ali Khan, 1895년 10월 - 1951년 10월 16일)은 인도의 독립운동가이자 변호사, 인도 이슬람 정치인, 파키스탄의 정치인, 법조인이다. 파키스탄의 초대 총리이자 초대 국방부 장관, 외무부 장관이다. 1923년부터 인도의 독립운동에 참여했고, 영국 식민지하 인도의 지방의회 의원을 지냈다. 파키스탄이 영국으로부터 자치권을 인정받은 후, 1947년 8월 14일 초대 파키스탄 총리와 외무부장관(1949년 10월 17일까지), 국방부장관을 겸임하였다. 1946년부터 1947년에는 인도 독립 직전의 영국령 인도총독부의 재무부장관을 지내기도 했다.

## 같이 보기
- 파키스탄 무슬림 연맹 나와즈파
- 파키스탄의 역사